# Glutenina
La glutenina è la  glutelina derivata dalla farina. 
La glutenina è una proteina conosciuta per il suo ruolo, insieme alla gliadina, nella creazione del glutine coi suoi legami  inter- e intra- molecolari. Essa consiste di un 20% di subunità ad elevato peso molecolare, che sono relativamente povere di zolfo. Il restante 80% delle subunità che la costituiscono, sono a "basso peso molecolare", e ricche di zolfo.
La glutenina è solubile in acidi diluiti e in basi.
La glutenina è responsabile della consistenza dell'impasto nella cottura poiché ne aumenta la stabilità attraverso una rete di legami tridimensionali che si formano quando i legami disolforici si sviluppano tra molecole di proteine durante l'impastatura.